# Shang Tang
Il re Shang Tang (湯T, 汤S, TāngP; nome alla nascita: Zi Lu (子履S, Zǐ LǚP) , XVII secolo a.C.; fl. XVII secolo a.C.) fondò la dinastia cinese Shang, dopo aver detronizzato Jie, l'ultimo regnante della dinastia Xia.
Capo della tribù degli Shang orientali per più di 17 anni, intraprese numerose guerre contro l'indebolita dinastia Xia, durante le quali conquistò territori e sottomise stati vassalli. Cogliendo l'occasione di una rivolta interna al regno Xia contro la tirannia di Jie, Tang sferrò l'attacco decisivo e rovesciò l'imperatore Xia, che più tardi morì in esilio.
Secondo la tradizione, Tang regnò per 13 anni dopo la sconfitta del re Xia, e fu considerato un re giusto. Nonostante una serie di siccità che colpirono la Cina in quel periodo, il regno della dinastia Shang progredì economicamente e la sua influenza si espanse sul bacino del Fiume Giallo.